# Brachystephanus congensis
Brachystephanus congensis är en akantusväxtart. Brachystephanus congensis ingår i släktet Brachystephanus och familjen akantusväxter.

## Underarter
Arten delas in i följande underarter:
- B. c. congensis
- B. c. latipaniculatus